# Кохлеарный имплантат
Кохлеарный имплантат (от англ. Cochlear — ушная раковина) — медицинский прибор (протез), воздействующий непосредственно на слуховой нерв и позволяющий компенсировать потерю слуха некоторым пациентам с выраженной или тяжёлой степенью нейросенсорной (сенсоневральной) тугоухости.

## История
Опыты, связанные с электрической стимуляцией органов чувств, проводились физиком Алессандро Вольта. В 1790 году он обнаружил, что подключение к уху провода с напряжением 50 вольт вызывает звуковые ощущения.
В 1961 году американский врач Уильям Хаус впервые создал слуховой аппарат с подключением электрода непосредственно к улитке. Он установил его трём пациентам. В 1969 году доктор Хаус в сотрудничестве с Джеком Урбаном создали слуховой аппарат, который пациент мог носить. Эти аппараты были одноканальными и не могли применяться для распознавания речи, хотя и помогали при чтении по губам.
В 1970-е годы исследователь из Мельбурнского университета (Австралия) Грэм Кларк разработал многоканальный аппарат, стимулирующий улитку с разных точек. В 1978 году жителю Мельбурна Роду Сондерсу был впервые вживлен многоканальный кохлеарный имплант. В 1981 году была создана компания Cochlear, ставшая лидером кохлеарной имплантации.
В декабре 1984 года американская ассоциация Food and Drug Administration (FDA) одобрила применение австралийских кохлеарных имплантов в США, что стало началом их массового применения.
Начало многоканальной кохлеарной имплантации в СССР было положено в 1991 году, когда после государственной регистрации кохлеарного импланта Cochlear Nucleus CI22 были произведены две первые кохлеарные имплантации.

## Теоретические основания
Большинству пациентов с потерей слуха для компенсации недуга достаточно слуховых аппаратов, но иногда их применение недостаточно эффективно. Кохлеарная имплантация — метод слухопротезирования, применяемый в случаях неэффективности или низкой эффективности слуховых аппаратов при наличии у пациента сенсоневральной потери слуха.
Сущность метода заключается в установке в организме пациента устройства, способного преобразовывать электрические импульсы, поступающие с внешнего микрофона, в сигналы, понятные нервной системе. При этом под кожей (в височной области) устанавливается тело имплантата, а через барабанную полость в барабанную лестницу улитки проводится электродный массив. Внешний речевой процессор (аудиопроцессор) преобразует звук, поступающий на микрофон, в данные (согласно стратегиям обработки сигнала). Эти данные и электрическая энергия индукционным способом передаются с катушки-передатчика речевого процессора на обмотку внутренней части (то есть, собственно кохлеарного имплантата). Далее электронная часть имплантата генерирует электрические импульсы, чаще всего биполярного типа, на контактах электродного массива, установленного в улитке, что в свою очередь приводит к возбуждению нейронов спирального ганглия улитки (1 нейрон слухового анализатора). Таким образом звуковая информация, закодированная в поток электрических импульсов, передаётся по проводящим путям слухового анализатора в корковые отделы, что дает возможность слышать. Из этого следует, что кохлеарная имплантация как метод эффективна только при улитковом уровне поражения слуха и совсем не эффективна при наличии ретрокохлеарной патологии.
Под термином «кохлеарный имплантат» подразумевается как собственно имплантируемая часть, так и вся «система кохлеарной имплантации»:
- имплантат — приёмник, имплантируемый подкожно, и электродный массив (цепочка электродов, введённых внутрь улитки посредством хирургической операции);
- речевой процессор — микрофон, микропроцессор и передатчик (устанавливаются снаружи, на волосах или коже);
- батарейные или аккумуляторные отсеки;
- пульты дистанционного управления (при их наличии) и другие дополнительные аксессуары.

Под термином «кохлеарная имплантация» подразумевается методика, включающая предоперационный отбор и подготовку пациентов, хирургическая операция по установке кохлеарного имплантата и послеоперационная реабилитация.
Сразу после имплантации пациент не получает возможность адекватно слышать. Требуется длительный период послеоперационной реабилитации, в течение которого происходит адаптация и обучение пациента слышать.
Базилярная мембрана (лат. lamina basilaris) слуховой улитки (лат. cochlea) имеет тонотопическую организацию: низкие частоты проникают глубже и вызывают резонансные колебания частей мембраны, более близких к её основанию, а высокие частоты обладают меньшей проникающей способностью и вызывают резонанс более дистальных частей мембраны, ближе к овальному окну. Колебания волосковых клеток (англ. hairy cells) улитки, расположенных на мембране, способствуют возбуждению нейронов спирального ганглия и передаче этих импульсов по проводящим путям. При этом каждое волокно передаёт в мозг свою часть информации о звуках окружающего мира — свой узкий диапазон частот.
У пациентов с сенсоневральной тугоухостью количество волосковых клеток уменьшается, либо некоторые из них повреждены и потому не способны трансформировать звуковые колебания в нервные импульсы. При сравнительно небольшом снижении количества здоровых волосковых клеток такой пациент может получать более или менее удовлетворительную компенсацию потери слуха путём усиления звуковых сигналов, поступающих в ухо (с помощью слухового аппарата или различных приспособлений в виде специальных насадок на телефон и т. д.). Однако при сильном уменьшении количества волосковых клеток или полной их гибели никакое усиление не способно помочь такому пациенту слышать и, что ещё более важно, понимать речь. При длительном периоде нейросенсорной тугоухости частично атрофируются веточки даже изначально здорового слухового нерва, поскольку они не получают необходимой стимуляции электрическими сигналами от волосковых клеток. Иначе говоря, сенсоневральная тугоухость имеет тенденцию прогрессировать со временем.
В связи с этим ещё в 60-х годах XX века родилась идея попытаться решить проблемы пациентов с нейросенсорной тугоухостью, передавая звуковую информацию в виде электрических сигналов, приходящих непосредственно к слуховому нерву, минуя повреждённые или погибшие волосковые клетки улитки.

## Принцип работы
Кохлеарный имплантат состоит из внешней (носимой) и внутренней (имплантируемой) части.
Во внешней части — речевом процессоре находятся:
- микрофон;
- микропроцессор для преобразования звука в электрические импульсы;
- передатчик.

Речевой процессор — это электронное устройство, функция которого заключается в улавливании звуков от микрофона, кодировании их в последовательные электрические импульсы и передаче этих импульсов через катушку-передатчик непосредственно на кохлеарный имплантат.
Имплантируемая часть содержит:
- приёмник;
- дешифратор сигналов;
- цепочку электродов (электродный массив), которые вживляются в улитку.

Электродный массив представляет собой тончайшую гибкую спиралеобразную трубочку, повторяющую естественную анатомическую форму улитки, с тонкими волосками электродов по всей длине спирали. Материал трубочки химически и биологически инертен, не отторгается организмом и обладает свойствами хорошего электроизолятора (силикон). Электроды изготовлены из платины — металла с высокой электропроводностью, характеризующегося биологической и химической инертностью. Электродный массив располагается в просвете барабанной лестницы улитки. Система электродов непосредственно контактирует с веточками слухового нерва, иннервирующими те или иные участки базилярной мембраны. Первые имплантаты имели всего один электрод, в современных (на 2012 год) моделях используется от 8 до 24 электродов.
Таким образом, кохлеарный имплантат решает проблему повреждённых или погибших волосковых клеток улитки, передавая информацию о звуках окружающего мира по системе электродов непосредственно к слуховому нерву. При этом современные кохлеарные имплантаты стремятся максимально точно (насколько это вообще возможно при существующих технических ограничениях) воспроизвести естественную физиологическую систему кодирования информации о громкости, тональности и прочих характеристиках звука.
Звуки улавливаются микрофоном и преобразуются в электрические сигналы, которые, попадая в звуковой процессор, «кодируются» (превращаются в пакет электрических импульсов).
Эти импульсы пересылаются на катушку передатчика и посредством радиоволн через неповреждённую кожу передаются в имплантат.
Последний посылает пакеты электрических импульсов на электроды, локализованные в улитке.
Слуховой нерв собирает эти слабые электрические сигналы и передает их в мозг.
И, наконец, головной мозг распознает эти сигналы как звуки.

## Показания для кохлеарной имплантации
Основные показания к проведению операции кохлеарной имплантации были перечислены в письме Министерства здравоохранения Российской Федерации № 2510/6642-32 от 15 июня 2000 г.:

1. Двусторонняя глубокая сенсоневральная глухота (средний порог слухового восприятия на частотах 0,5; 1 и 2 кГц более 95 дБ).
2. Пороги слухового восприятия в свободном звуковом поле при использовании оптимально подобранных слуховых аппаратов (бинауральное слухопротезирование), превышающие 55 дБ на частотах 2-4 кГц.
3. Отсутствие выраженного улучшения слухового восприятия речи от применения оптимально подобранных слуховых аппаратов при высокой степени двусторонней сенсоневральной тугоухости (средний порог слухового восприятия более 90 дБ) по крайней мере, после пользования аппаратами в течение 3-6 мес. (у детей, перенёсших менингит, этот промежуток может быть сокращен).
4. Отсутствие когнитивных проблем.
5. Отсутствие психологических проблем.
6. Отсутствие серьезных сопутствующих соматических заболеваний.
7. Наличие серьезной поддержки со стороны родителей и их готовность к длительному послеоперационному реабилитационному периоду занятий имплантированного пациента с аудиологами и сурдопедагогами.

— «О внедрении критериев отбора больных для кохлеарной имплантации, методик предоперационного обследования и прогнозирования эффективности реабилитации имплантированных больных».
Проведение операции при двусторонней сенсоневральной глухоте целесообразно в тех случаях, когда пациенты очень плохо распознают речь, несмотря на применение оптимально подобранных слуховых аппаратов (разборчивость предложений не более 40 %).

## Ограничения
Кохлеарный имплантат неэффективен, если глухота вызвана не повреждением или гибелью волосковых клеток улитки, а поражением самого слухового нерва или центральных отделов слухового анализатора, локализованных в стволе мозга и височных долях коры больших полушарий. Это может быть потеря слуха вследствие неврита слухового нерва или из-за кровоизлияния в мозг, которое задело слуховые центры коры.
Кохлеарный имплантат также малоэффективен или вовсе бесполезен в случаях, когда улитка подвергается кальцификации или оссификации — отложению солей кальция или прорастанию кости. Это мешает введению электродов в улитку и повышает вероятность неудачной операции.
Кохлеарные имплантаты недостаточно эффективны у больных, которые при сенсоневральной тугоухости длительно, годами, жили «в полной тишине» вследствие того, что вообще не носили слуховой аппарат или делали это редко, либо получали недостаточную компенсацию от пользования слуховым аппаратом: в этих случаях от недостаточной стимуляции постепенно гибнут и атрофируются веточки слухового нерва. Вместе с тем нельзя сказать, что таким пациентам кохлеарные имплантаты не рекомендуются — они могут помочь и больным с большой давностью глухоты.
Наиболее эффективны кохлеарные имплантаты у больных с относительно недавно возникшей тяжёлой нейросенсорной потерей слуха или с недавним прогрессированием тугоухости, которые ранее успешно пользовались слуховым аппаратом и получали от него адекватную компенсацию (или имели «предысторию» нормального слуха), более или менее социально и профессионально адаптированных, говорящих. У детей, глухих от рождения или оглохших в раннем детстве, кохлеарный имплантат тем эффективнее, чем раньше проведена операция.

## Предоперационные обследования
Прежде всего, перед операцией кохлеарной имплантации производится аудиологическое исследование пациента:
- тональная пороговая аудиометрия[5][6] (исследование порогов слышимости для различных звуковых частот)[7];
- акустическая импедансометрия[5][6] (включая тимпанометрию)[8];
- электрокохлеография (запись слуховых вызванных потенциалов)[9] и регистрация вызванной отоакустической эмиссии (акустического ответа на звуковую стимуляцию)[5][6][10];
- определение порогов восприятия и распознавания речи при коррекции нарушений слуха надлежащими слуховыми аппаратами[5][6];
- исследование разборчивости (различения) речи[2][5] (речевая аудиометрия)[11].

Помимо аудиологического обследования выполняются промонториальный тест — для проверки состояния слухового нерва (практически не применяется), вестибулометрия (в том числе, электронистагмография), оцениваются соматическое состояние, психическое развитие и здоровье пациента, его речь.
Кроме того, используются инструментальные методы диагностики:
- компьютерная и магнитно-резонансная томография[5];
- электроэнцефалография;
- доплерография;
- реоэнцефалография[6].

## Возможные осложнения
К редким, но возможным осложнениям операции кохлеарной имплантации относятся:
- паралич или парез (повреждение) лицевого нерва на стороне операции;
- нарушение вкуса;
- вестибулярные нарушения (головокружение, неустойчивость походки, тошнота, рвота);
- головные боли;
- шум в ушах;
- оссификация или кальцификация улитки вместе с вживлённым в неё имплантатом.